# Kermitaster pacificus
Kermitaster pacificus är en sjöstjärneart som beskrevs av H.E.S. Clark 200. Kermitaster pacificus ingår i släktet Kermitaster och familjen ledsjöstjärnor.
Artens utbredningsområde är havet kring Nya Zeeland. Inga underarter finns listade i Catalogue of Life.